# Brühgruppe

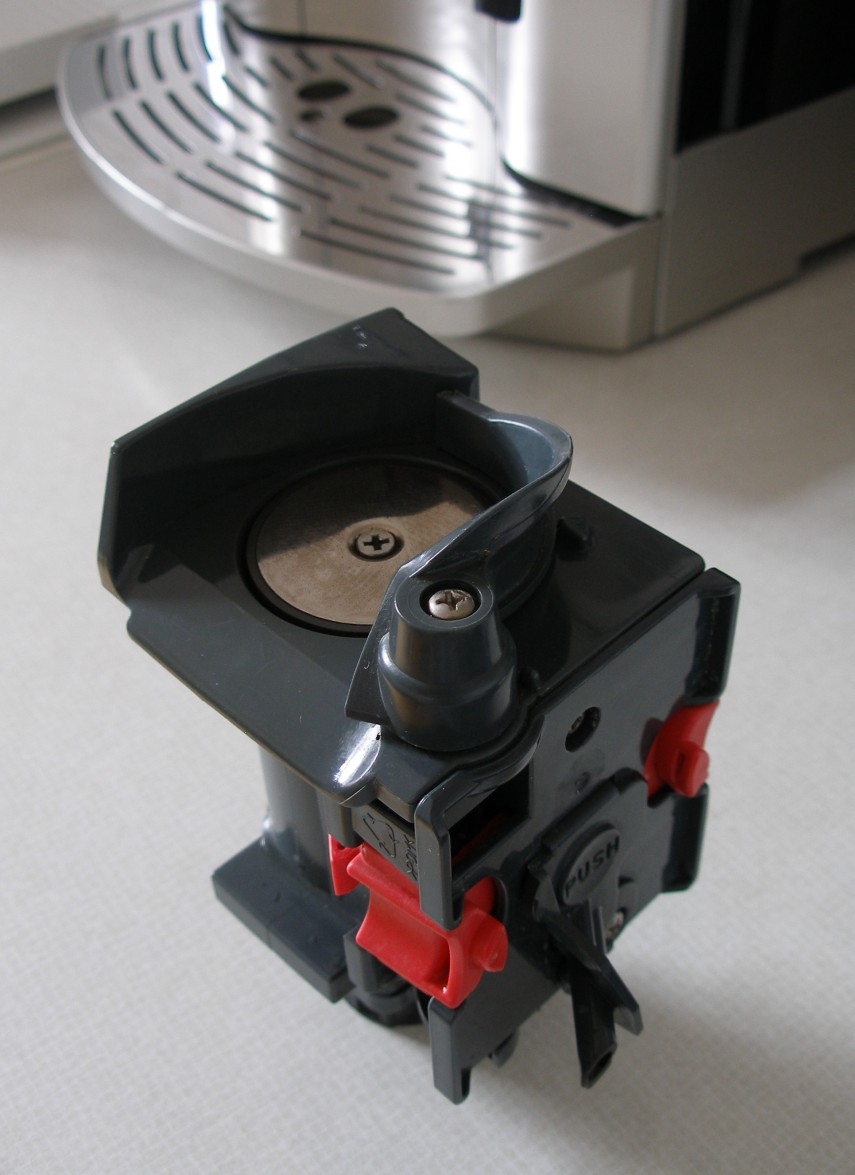
Brühgruppe eines Kaffeevollautomaten (DeLonghi EAM-Serie)

Eine Brühgruppe (auch Brüheinheit) ist eine Baugruppe in Kaffeevollautomaten oder anderen Kaffeemaschinen, in der das Kaffeepulver mit dem heißen Wasser in Kontakt gebracht wird. Eine Brühgruppe kann je nach Hersteller überwiegend aus Kunststoff bestehen oder (bis auf die Dichtungen) komplett aus Metall sein. Die erste herausnehmbare Brühgruppe wurde 1985 von Saeco entwickelt.

## Funktionsweise der Brühgruppe eines Kaffeevollautomaten
Der Brühprozess einer Brühgruppe besteht aus folgenden Schritten:
1. Das Kaffeepulver, das vom Mahlwerk portionsweise frisch gemahlen wird, fällt in die Brühkammer (Extraktionskammer).
2. Die Brühkammer wird durch einen Motor vor den Druckkolben bewegt.
3. Brühkammer und Druckkolben pressen den Inhalt zusammen.
4. Die gewünschte Wassermenge wird von einer Pumpe durch das Kaffeepulver gepresst und fließt nach Durchströmen des Kaffeepulvers als fertiger Kaffee aus der Brühgruppe heraus und durch den Kaffeeauslauf in die Tasse.
5. Die Brühkammer fährt in ihre ursprüngliche Position zurück und der Bodenkolben drückt den Kaffeesatz heraus.
6. Der Kaffeesatz fällt in den Tresterbehälter.

## Reinigung und Wartung
Kaffee besteht zu 10–15 % aus Fettstoffen, die sich zusammen mit Kaffeepulverresten mit der Zeit im Gerät festsetzen. Deswegen muss die Brühgruppe in regelmäßigen Abständen gereinigt werden. Bei Geräten mit einer herausnehmbaren Brühgruppe (zum Beispiel von Saeco, Gaggia, De’Longhi, Nivona, Bosch, Siemens) wird die Brühgruppe unter warmem Wasser abgespült, während bei Geräten mit fest eingebauter Brühgruppe (zum Beispiel von Jura und Krups) Reinigungstabletten verwendet werden. Wenn das Gerät selbst keine automatische Reinigungsfunktion bereitstellt, wird vom Hersteller meist empfohlen, die Brühgruppe möglichst ein bis zwei Mal wöchentlich oder bei Neubefüllen des Bohnenbehälters zu reinigen. Je nach Einsatz sollten viertel- bis halbjährlich die Dichtungen gewechselt und die Gelenke mit Silikonfett gewartet werden.

## Fassungsvermögen
- Saeco Café-, Magic- und Royal-Serie:

6–9 g/Portion
- Saeco Incanto Serie:

6–9 g/Portion
- Jura Z-, S-, F- und E-Serie:

5–16 g/Portion
- DeLonghi EAM-Serie:

7–11 g/Portion
- Eugster (Melitta/Nivona/Miele):

8–14 g/Portion

## Funktionsweise einer manuellen Brühgruppe
Der Unterschied zur automatischen Brühgruppe liegt darin, dass hier der Oberbau der Gruppe mit der Heißwasserzufuhr getrennt ist von der Kaffeepulveraufnahme, die in Form eines in den Oberbau einzusetzenden Siebträgers mit Griff realisiert ist. Ein prominenter Vertreter manueller Brühgruppen ist die 1961 erstmals in der Faema E61 eingesetzte Brühgruppe, die heute allgemein ebenfalls als E61 bezeichnet wird und bis heute in traditionellen Espressomaschinen verschiedener Hersteller eingesetzt wird. Deren Funktion wird untenstehend kurz beschrieben.
Die E61 enthält ein Mehrwegeventil. Nach Einspannen eines mit angepresstem Kaffee gefüllten Siebträgers in das Oberteil wird mit einem Hebel (oder elektrisch) das Ventil so geschaltet, dass eine Verbindung zwischen der Heißwasserzufuhr (zum Beispiel einem Heizkessel oder einem Wärmetauscherrohr, das durch einen Kessel für Dampfbereitung läuft) und der Brühdusche im Oberteil, die unmittelbar über dem Kaffeepulver angeordnet ist, hergestellt wird. Zugleich wird über einen am Hebel angebrachten Exzenter ein Schalter eingeschaltet, der eine Pumpe antreibt, die unter Druck (typisch 9 bar) Heißwasser aus der Heißwasserzufuhr durch den Kaffee drückt. In der E61 ist zusätzlich eine Vorrichtung für eine Vorbrühung eingebaut, indem der Wasserdruck in der Kaffeekammer mit mehreren Sekunden Verzögerung aufgebaut wird, so dass zwar Heißwasser bereits den Kaffee erreicht, aber der Druck zunächst noch nicht ausreicht, den gebrühten Kaffee aus dem Kaffeepulver wieder herauszudrücken. Nach Erreichen des vorgesehenen Endes des Brühvorgangs wird die Brühdusche durch Umlegen des Hebels wieder von der Heißwasserzufuhr getrennt und zugleich das Ventil so geschaltet, dass noch unter Druck stehendes Wasser in der Kaffeekammer in einem Ablauf abfließen kann. Während Phasen der Nichtbenutzung wird außerdem ein passiver (konvektiver) Heißwasserkreislauf durch die Brühgruppe bewirkt, so dass diese nicht abkühlen kann.